# 알레산드로 헤메를레
알레산드로 헤메를레(독일어: Alessandro Hämmerle, 1993년 7월 30일~)는 오스트리아의 스노보드 선수로 주 종목은 크로스이다. 올림픽에 3회 출전했으며, 2022년 동계 올림픽에서 남자 크로스 부문 금메달을 획득했다. 세계 선수권 대회에서 은메달 1개, 동메달 1개를 획득했고, 스노보드 월드컵에서 크로스 부분 3회 우승을 달성했다.